# Hardee's
Hardee's Restaurants LLC é uma rede americana de restaurantes de fast-food operada pela CKE Restaurants Holdings, Inc. (“CKE”), com unidades localizadas principalmente no sul e no centro-oeste dos Estados Unidos. A empresa evoluiu por meio de várias propriedades corporativas desde sua fundação em 1960 na Carolina do Norte.
Em abril de 1997, a CKE Restaurants Holdings, Inc., a empresa controladora da Carl's Jr., pagou US$ 327 milhões à Imasco Limited, sediada em Montreal, pela Hardee's. A fusão criou uma cadeia de 3.828 restaurantes - 3.152 pontos de venda da Hardee's em 40 estados e 10 países estrangeiros e 676 pontos de venda da Carl's Jr., principalmente na Califórnia. Em junho de 2018, o ex-CEO da CKE, Jason Marker, anunciou que a Carl's Jr. e a Hardee's se tornariam marcas separadas, alegando que as campanhas publicitárias e de marketing ousadas da CKE eram incompatíveis com uma cadeia familiar como a Hardee's. Em abril de 2019, Ned Lyerly, um veterano de 30 anos da empresa e ex-presidente da divisão internacional da CKE, foi nomeado CEO, substituindo Jason Marker.

## História
A empresa foi fundada pelo empresário Wilber Hardee na década de 1960, época em que as redes de fast food estavam vivendo uma era de ouro. De fato, a cadeia cresceu muito rapidamente e, quinze anos depois, já havia várias centenas de restaurantes; a expansão continuou até atingir um pico de mais de 4.000 locais.
Devido ao seu grande sucesso, ela passou pelas mãos de vários proprietários que agiram como invasores corporativos até 1997, quando foi comprada pela CKE Restaurants de Carl Karcher, fundador e proprietário da Carl's Jr.. Naquela época, o número de restaurantes já havia caído quase pela metade. O novo proprietário tornou os cardápios da Hardee's semelhantes aos de sua própria rede (muitos restaurantes, além do cardápio, foram totalmente convertidos para a Carl's Jr.) e, dois anos após a compra, o logotipo histórico foi substituído por um logotipo semelhante ao da empresa compradora.

## Difusão
A Hardee's tem mais de 1.800 restaurantes nos Estados Unidos. A rede é mais conhecida por estar presente em cidades pequenas, muitas vezes ignoradas pelas maiores. A partir de 2010, começou a se expandir, abrindo unidades no Oriente Médio.